# Apiomorpha longiloba
Apiomorpha longiloba är en insektsart som beskrevs av Brimblecombe 1959. Apiomorpha longiloba ingår i släktet Apiomorpha och familjen filtsköldlöss. Inga underarter finns listade i Catalogue of Life.